# جواهر لال نهرو
جَوَاهِر لَعْل نِهْرُو (بالهندستانية: جواہر لعل نہرو/जवाहरलाल नेहरू) ولد في 14 نوفمبر 1889 وتوفي في 27 مايو 1964. يعد نهرو أحد زعماء حركة الاستقلال في الهند، وأول رئيس وزراء للهند بعد الاستقلال، وشغل المنصب من 15 أغسطس 1947 حتى وفاته، شغل أيضا منصب وزير الخارجية والمالية، وهو أحد مؤسسي حركة عدم الانحياز العالمية عام 1961.
والده محام مشهور ورجل دولة قومي اسمه موتي لعل نهرو، ووالدته سواروب راني، تخرج جواهر من كلية الثالوث في كنبرج والمعبد الداخلي في لندن، حيث تدرب المحاماة في المحكمة العليا. التحق بمحكمة الله آباد العليا عند عودته إلى الهند، وأبدى اهتمامًا بالسياسة الوطنية التي حلت محل ممارسته لمهنته القانونية. كان رجلًا قوميًا ملتزمًا منذ شبابه، وأصبح شخصية صاعدة في السياسة الهندية أثناء انتفاضات عام 1910. وأصبح قائدًا بارزًا لفصائل جناح اليسار في المؤتمر الوطني الهندي خلال عشرينات القرن العشرين، ورئيسًا لمجلس الشيوخ بموافقة ضمنية من مرشده، المهاتما غاندي. وعندما نصبت رئيسًا لمجلس الشيوخ في عام 1929، طالب بالاستقلال التام من الحكم البريطاني وحث على تحول مجلس الشيوخ نحو اليسار.
سيطر نهرو ومجلس الشيوخ على السياسة الهندية خلال ثلاثينات القرن العشرين أثناء اتجاه الدولة نحو الاستقلال. وتمت الموافقة ظاهريًا على فكرته عن دولة علمانية قومية بعد اكتساح مجلس الشيوخ انتخابات المحافظات الهندية في عام 1937 وتشكيل الحكومة في العديد من المحافظات، ومن جهة أخرى كان أداء التحالف الإسلامي الانفصالي ضعيف المستوى. إلا أن هذه الانجازات تعرضت لتسويات شديدة في أعقاب حركة تحرير الهند في عام 1942، إذ عدّه البريطانيون وسيلة فعالة لتحطيم مجلس الشيوخ كمنظمة سياسية. استجاب نهرو لنداء غاندي بالاستقلال الفوري مكرهًا، لأنه كان يرجو دعم حلفاء الحرب خلال الحرب العالمية الثانية، وخرج من فترة طويلة في السجن إلى مشهد سياسي متقلب. أصبح زميله في مجلس الشيوخ سابقًا معارضًا يزعم التحالف الإسلامي، وفرض «محمد علي جناح» سيطرته على السياسة الإسلامية في الهند. فشلت مفاوضات تقسيم السلطة بين مجلس الشيوخ والتحالف الإسلامي، ما أفسح المجال لتقسيم الهند الدموي في عام 1947 واستقلالها.
انتخب مجلس الشيوخ نهرو ليتولى منصبه كأول رئيس وزراء للهند المستقلة، مع أن مسألة الزعامة سوّيت منذ عام 1941، بعد اعتراف غاندي بنهرو خليفته ووريثه السياسي. وخلال رئاسته، باشر نهرو بتحقيق رؤيته للهند. فسنّ الدستور الهندي في عام 1950، بعد ذلك شرع في برامج إصلاحات اقتصادية واجتماعية وسياسية. وأشرف على تحويل الهند من مستعمرة إلى جمهورية، مع احتضان الجماعات ونظام التعددية الحزبية. أما عن السياسة الخارجية، تولى دورًا قياديًا في حركة عدم الانحياز، وسلط الضوء على الهند كإقليم مهيمن في جنوب آسيا.
تحت زعامة نهرو، برز مجلس الشيوخ كخيمة سياسية كبيرة سيطرت على السياسات الوطنية والدولية وفازت بالانتخابات المتتالية في عام 1951 و 1957 و 1962. بقيت شعبية نهرو سائدة لدى مواطني الهند بالرغم من المصائب السياسية التي حدثت في سنواته الأخيرة، فضلًا عن فشله بالزعامة خلال الحرب الصينية الهندية في عام 1962. يُحتفل بيوم ميلاده في الهند على أنه يوم الأطفال.

## نشأته وتعليمه
ولد نهرو لعائلة ثرية أرسلته إلى بريطانيا ليدرس القانون، حيث درس في مدرسة هارو وهي مدرسة مستقلة للبنين في هارو في الكابيتول هيل، تلاها كلية ترينيتي في جامعة كمبردج، في كنبرج، كامبريدجشاير  وعاد لبلاده بعد أن أتم دراسته وطاف في دول أوروبا مما زاد من اتساع أفقه، ولكن أصبح بعيدا عن الثقافة الشعبية والدينية الهندية، على عكس زوجته الهندوسية المتدينة.
بعد عودته للهند لم يمل إلى العمل المهني واتجه إلى السياسة وأعجب بغاندي وتتلمذ على يديه سياسيا ودينيا وأصبح مواظب على أداء اليوجا وقراءة الكتب الهندوسية المقدسة، ونبذ الملابس الأوروبية وارتدى الملابس الهندية وأقنع والده وبقية عائلته بذلك رغم أن والده كان من المعارضين لغاندي ويرى أن أستقلال بلاده يمكن أن يكون أستقلال جزئي.
تميز بالاشتراكية والعدالة ولم يكن متعصبا للهندوسية، وأسهم في إدخال الكهرباء للكثير من مناطق الهند المحرومة. أدخل الطاقة النووية للهند وشجع الصناعة الثقيلة وكذلك الصناعات المنزلية حتى يطور الريف الهندي. كما ضمن حريات والحقوق الاجتماعية للمرأة أسس مع عبد الناصر وسوكارنو وتيتو حركة عدم الانحياز.
أنجب ابنة واحدة هي أنديرا غاندي التي أصبحت بعد ذلك رئيسة للوزراء وإبنها راجيف غاندي من زوجها فيروز غاندي الذي أصبح أيضا رئيس لوزراء الهند، واليوم زوجة راجيف غاندي الإيطالية الأصل سونيا غاندي هي زعيمة حزب المؤتمر الهندي وهي تعد ابنها من راجيف ليستكمل مسيرة عائلتهم السياسية.

## حياته الشخصية
تزوج جواهر لعل نهرو من كَمَلَا كَوْل في عام 1916. وُلدت ابنتهم الوحيدة إينديرا في عام 1917. أنجبت كملا صبيًا في نوفمبر 1924، لكنه لم يعش أكثر من أسبوع. تزوجت إينديرا من فيروز غاندي في عام 1942. وأنجبا صبيان هما راجيف وسانجاي. بعد وفاة كملا في عام 1936، كان لنهرو علاقات مع العديد من النساء.
خلال معظم فترة الرئاسية، خدمت إينديرا والدها بشكل غير رسمي وعملت مساعدة شخصية له. وفي نهاية خمسينات القرن العشرين، شغلت إينديرا غاندي منصب رئيس مجلس الشيوخ. وبصفتها رئيسة المجلس، لعبت دورًا فعالًا في طرد حكومة ولاية كيرلة الشيوعية في عام 1959.

### الديانة ومعتقداته الشخصية
يعد نهرو هندوسي محايد دينيًا، ويعتبر نفسه «إنسان علم» إذ رأى أن المحظورات الدينية تمنع الهند من المضي قدمًا والتكيف مع الظروف الحديثة، فقال «لا يمكن لدولة أو أشخاص عبيد للعقيدة والفكر المتزمت أن يتطوروا، ومما يؤسف له أن بلدنا وشعبنا أصبحوا متزمتين جدًا وقليلي الرأي.»
«إن المشهد المسمى بالدين، أو ما نعده دينًا منظمًا في جميع الأحوال، وسواء كان في الهند أو غيرها، لم يملأني سوى رعبًا، ونددت به بشكل متكرر وأملت أن أتخلص منه. إذ يبدو أن البعض يقف دائمًا مع المعتقدات وردود الأفعال العمياء والعقيدة والتعصب والخرافات والاستغلال وحفظ المصالح الشخصية.» - نحو الحرية: السيرة الذاتية لجواهر لعل نهرو(1936)، ص. 240-241.
حلّل في سيرته الذاتية المسيحية والإسلام، وأثرهما على الهند. أراد أن يجسد الهند كبلد علماني، غير أن سياسته العلمانية ما زالت موضعًا للجدل.

## الأمن ومحاولات اغتياله
تعرض نهرو لأربع محاولات اغتيال من أشخاص مجهولين. كانت المحاولة الأولى أثناء تقسيم الهند في عام 1947 خلال زيارته للإقليم الشمالي الغربي الحدودي (باكستان حاليًا) في سيارة. وكانت الثانية عندما طعنه سائق عربة بالسكين في عام 1955. وكانت المحاولة الثالثة في بومباي (حاليًا ماهاراشترا) في عام 1956. أما المحاولة الرابعة فكانت محاولة تفجير فاشلة على مسارقطار في ماهاراشترا في عام 1961. وبالرغم من التهديدات على حياته، استهجن نهرو الحصول على الكثير من الحماية حوله، ولم يحبذ أن تعطل تحركاته حركة المرور.

## وفاته
بدأت صحة نهرو بالتدهور بشكل مستمر بعد عام 1962، وأمضى أشهرًا بالتعافي في كشمير خلال عام 1963. ينسب المؤرخون انتكاسه المفاجئ إلى صدمته وانزعاجه من الحرب الصينية الهندية، والتي وجدها خيانة للثقة. شعر لدى عودته من دهرادون في 26 مايو 1964 بتحسن قليل وذهب إلى فراشه كالعادة نحو الحادية عشر ونصف مساءً، وحظي بليلة مريحة حتى نحو الساعة السادسة والنصف صباحًا، لكن فور عودته من دورة المياه، بدأت آلام الظهر تجتاحه. تحدث مع الأطباء الذين اعتادوا معالجته لفترة وجيزة من الزمن، وانهار نهرو مباشرة تقريبًا، وبقي غائبًا عن الوعي حتى توفي. أعلن لوك سبها وفاته في الساعة الثانية مساءًا بالتوقيت المحلي في 27 مايو 1964، ويُعتقد أن سبب الوفاة كانت جلطة قلبية. وُضعت جثة جواهر لعل نهرو ملفوفة بالعلم الهندي ذو الألوان الثلاث للرؤية الجماهيرية. وبينما كانت الجثة تُنقل إلى المنصة كان الشعب يهتف « راغوباتي راغاف رجا رام». في 28 مايو، أُحرقت جثة نهرو وفقًا للشعائر الهندوسية شانتيفان على ضفاف نهر يمنا، بحضور مليون ونصف مشيّع تجمعوا في شوارع ديلهي وأراضي حرق الجثث.
تركت وفاة نهرو الهند بدون وريث سياسي واضح لزعامته (خلفه فيما بعد لال بهادور شاستري كرئيس للوزراء). أُعلن خبر وفاته لمجلس البرلمان الهندي بعبارات مشابهة للتي قالها نهرو عند اغتيال غاندي: «خرج النور.»

## مكافآته
في عام 1955، مُنح جواهر لعل نهرو بهارات راتنا، وهي أعلى تكريم مدني في جمهورية الهند. ومنحه الرئيس راجندرا براساد رتبة الشرف دون الأخذ بمشورة رئيس الوزراء كإجراء دستوري اعتيادي.

## من كتبه
نهرو كان كاتبا غزير باللغة الإنجليزية وكتب عددا من الكتب، مثل اكتشاف الهند ولمحات من تاريخ العالم. سيرته الذاتية، نحو الحرية (1936)، نشرت تسع طبعات في السنة الأولى وحدها.

## تأثيره

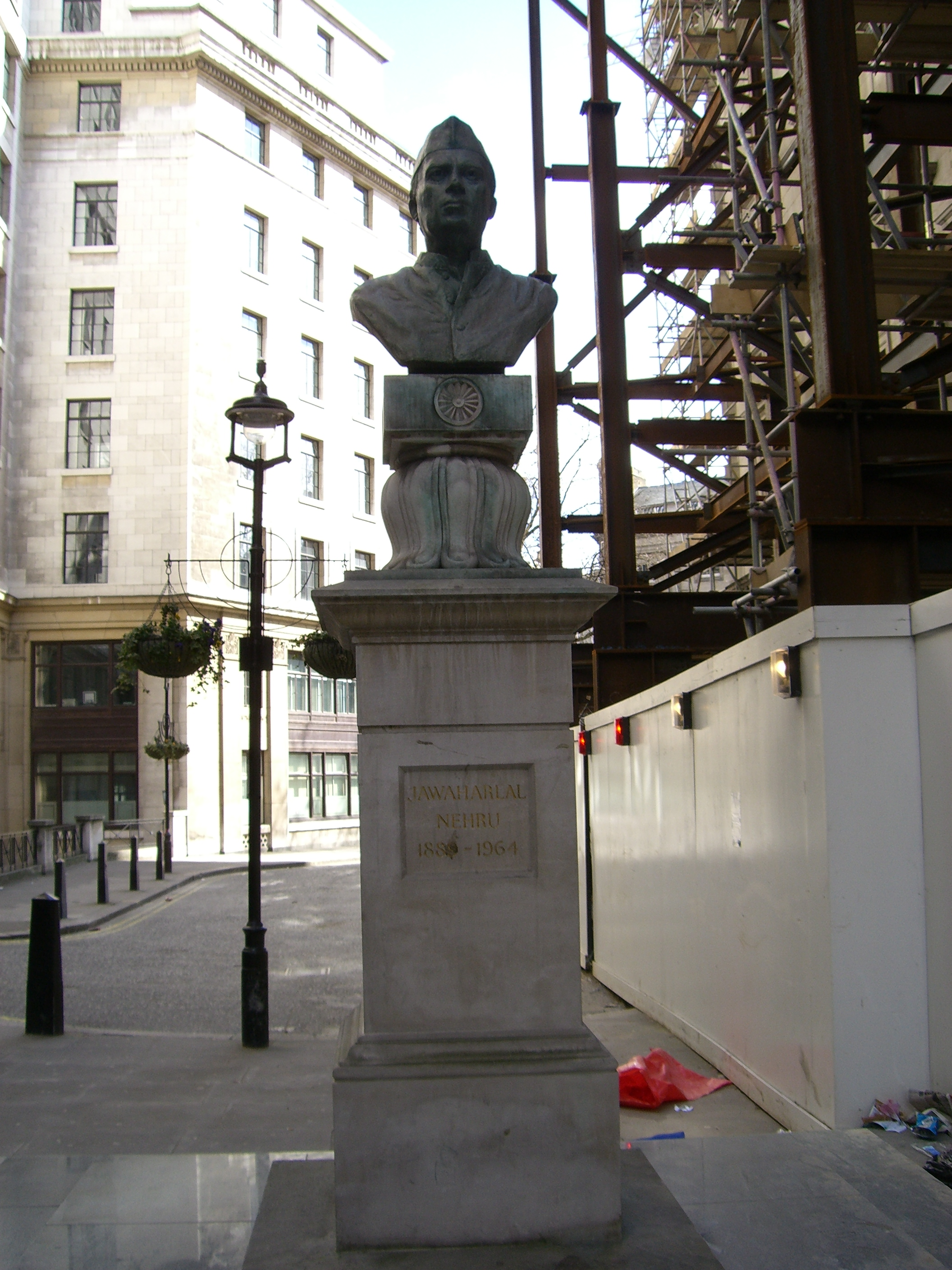
تمثال جواهر لعل نهرو

نهرو أعطي شرفا فريدا من رفع العلم في الهند المستقلة في نيو دلهي في15 آب 1947، عندما حصلت الهند على استقلالها. حيث أسس العديد من المنشأت العلمية مثل جميع مؤسسات الهند للعلوم الطبية والمؤسسات الهندية للتكنولوجيا ولنهرو الكثير من فضائل الديموقراطية البرلمانية، والعلمانية والليبرالية, وأيضا الاهتمام بالفقراء والمحرومين، وأصبحت سيرته وأعماله مراجع تسترشد بها في صياغة السياسات التي تؤثر في الهند حتى يومنا هذا. كما أنها تعكس جذور اشتراكية من نظرته العالمية. وكانت مدة ولايته الطويلة كان له دور أساسي في تشكيل التقاليد وهياكل الهند المستقلة. وهو يشار إليه أحيانا باسم «مهندس الهند الحديثة». يذكر أن ابنته أنديرا غاندي وحفيده راجيف غاندي شغلوا منصب رئيس وزراء الهند.

## معرض صور

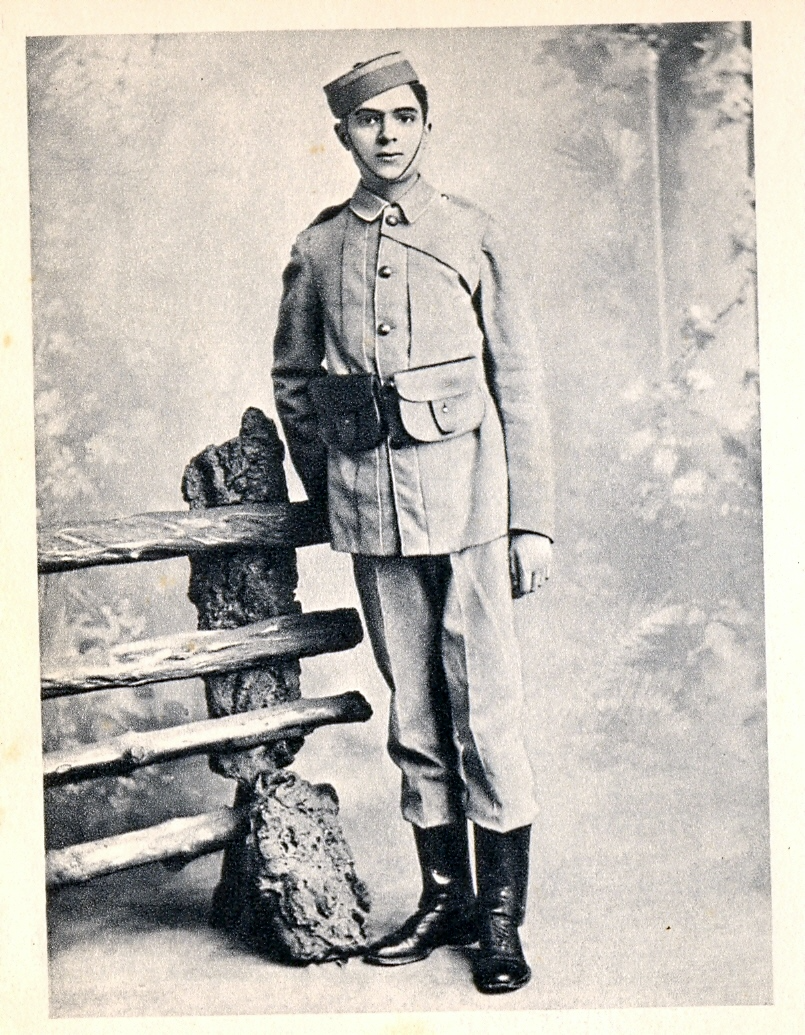
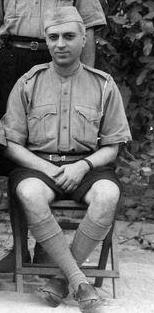
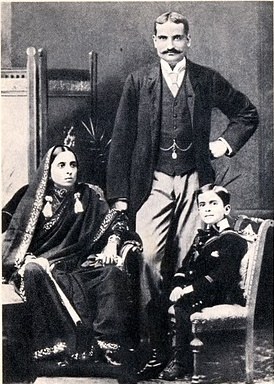
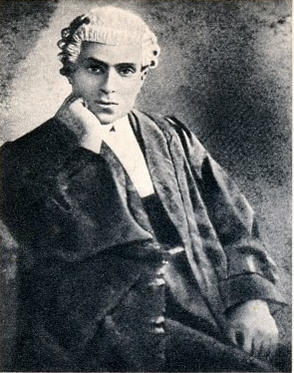

## وصلات خارجية
- جواهر لال نهرو على موقع IMDb (الإنجليزية)
- جواهر لال نهرو على موقع الموسوعة البريطانية (الإنجليزية)
- جواهر لال نهرو على موقع مونزينجر (الألمانية)
- جواهر لال نهرو على موقع ميوزك برينز (الإنجليزية)
- جواهر لال نهرو على موقع إن إن دي بي (الإنجليزية)
- جواهر لال نهرو على موقع ديسكوغز (الإنجليزية)

| سبقه إنشاء المنصب | رئيس وزراء الهند الأول 1947 - 1964 | تبعه بهادور لال شاستري |